# Ragusa
För andra betydelser, se Ragusa (olika betydelser).
Ragusa är en kommun, stad och huvudort i kommunala konsortiet Ragusa, innan 2015 provinsen Ragusa, i regionen Sicilien i Italien.
Ragusa blev världsarv i juni 2002 tillsammans med städerna Caltagirone, Militello in Val di Catania, Catania, Modica, Noto, Palazzolo Acreide och Scicli som ligger i området Val di Noto.

## Externa länkar

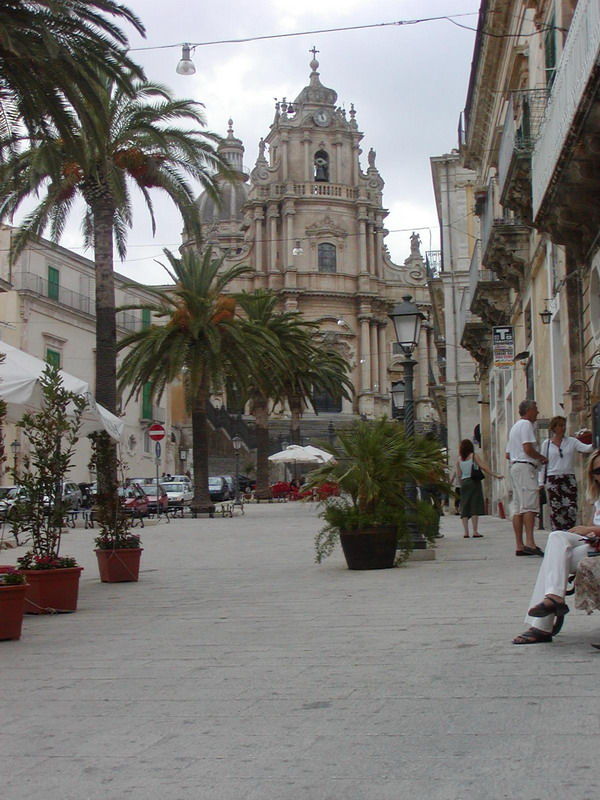
Duomo di San Giorgio